# 烏爾馬雷區
55°39′40″N 47°36′22″E / 55.661°N 47.606°E
烏爾馬雷區（俄语：Урмарский район），是俄羅斯的一個區，位於該國西部，由楚瓦什共和國負責管轄，始建於1927年9月5日，面積598.3平方公里，2010年人口25,189，人口密度每平方公里42.1人。